# Inganno fatale
Inganno fatale (The Set Up) è un film del 1995 diretto da Strathford Hamilton.
È un thriller d'azione statunitense con Billy Zane, James Coburn, Mia Sara e James Russo.

## Trama
Charlie Thorpe, un esperto di sistemi di sicurezza viene beccato nel corso di una rapina. Quando esce di prigione, il proprietario di una banca lo assume per la progettazione di un infallibile sistema di sicurezza durante la ristrutturazione dell'edificio. Dopo aver completato il sistema, qualcuno comincia a ricattarlo affinché entri nel sistema che egli stesso ha creato.

## Produzione
Il film, diretto da Strathford Hamilton su una sceneggiatura di Michael Thoma con il soggetto di James Hadley Chase (autore del romanzo My Laugh Comes Last su cui è basato il soggetto del film), fu prodotto da Julia Verdin per la Metro-Goldwyn-Mayer, la Rough Diamond Productions e la Tri-Coast. Nel cast è presente anche Paula O'Hara (accreditata come Paula Coburn) moglie di James Coburn dal 1993 al 2002, anno della morte dell'attore.

## Distribuzione
Il film fu distribuito con il titolo The Set Up negli Stati Uniti sul canale televisivo Showtime il 23 luglio 1995 e per l'home video dal 7 novembre 1995.
Altre distribuzioni:
- in Austria nel 1996 (home video)
- nel Regno Unito nel gennaio del 1996 (home video)
- in Germania nel marzo del 1996 (The Set Up - Die Falle, home video)
- in Ungheria (Ördöglakat)
- in Brasile (A Armadilha)
- in Grecia (Pagida thanatou)
- in Spagna (Parany mortal)
- in Italia (Inganno fatale)